# Danuta Zaborowska
Danuta Zaborowska-Aleksandrowicz (ur. 24 maja 1928, zm. 11 czerwca 2025 w Skolimowie) – polska aktorka teatralna i filmowa.

## Życiorys

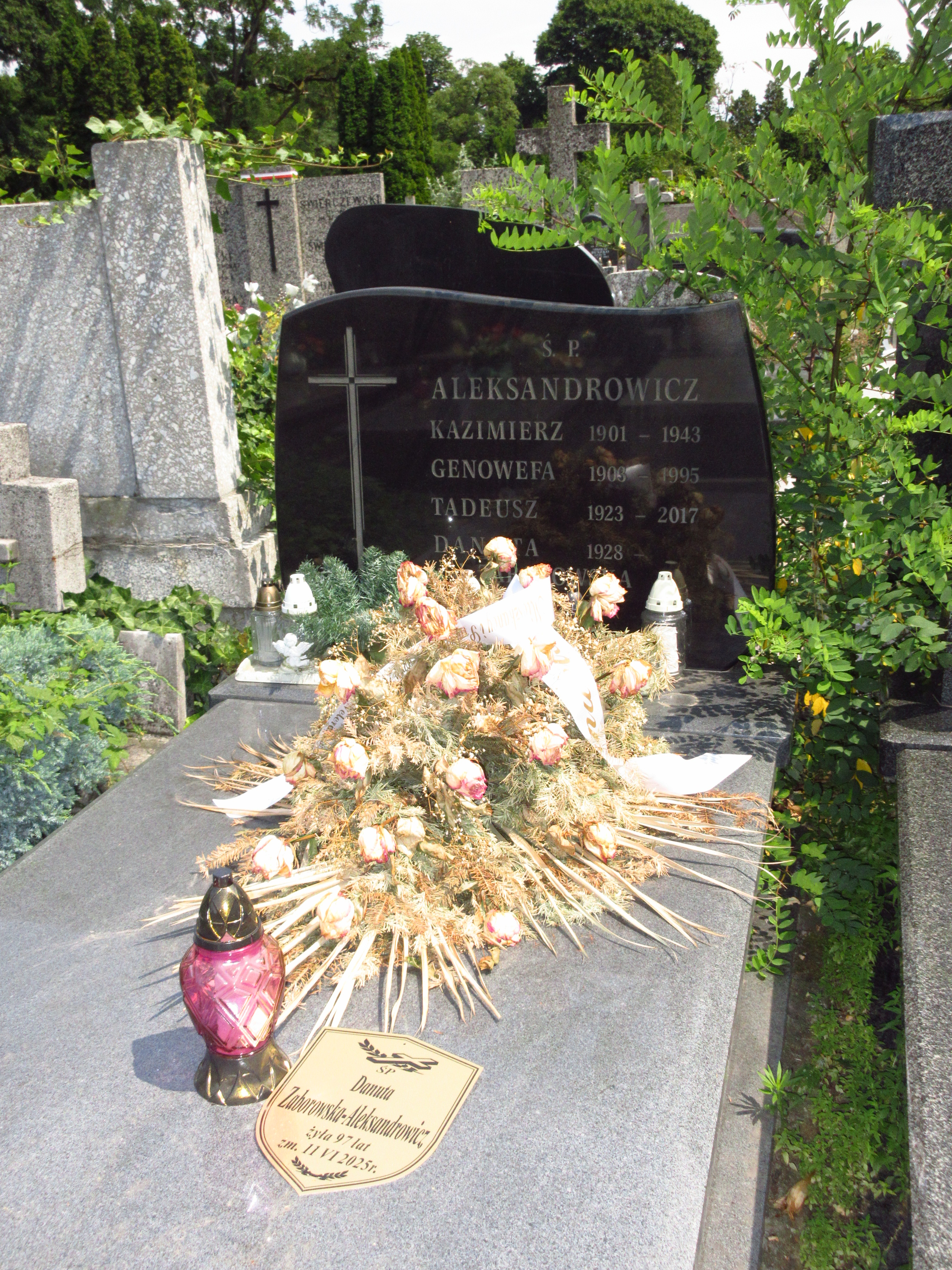
Grób Danuty Zaborowskiej i Tadeusza Aleksandrowicza na Cmentarzu Bródnowskim

Absolwentka Państwowej Wyższej Szkoły Aktorskiej w Krakowie. Debiut teatralny w 1953 roku. Zakończyła swoją karierę teatralną w 1984 i od tamtej pory pozostawała na emeryturze. Po śmierci w 2017 swojego męża, reżysera Tadeusza Aleksandrowicza, przeprowadziła się do Domu Aktora Weterana w Skolimowie, gdzie spędziła ostatnie lata swojego życia. Została pożegnana 23 czerwca 2025 w Kaplicy Domu Aktora Weterana w Skolimowie. Po ceremonii została pochowana na Cmentarzu Bródnowskim w Warszawie (kwatera 66C-4-4).

## Filmografia
- 1971: Na przełaj
- 1976: Czterdziestolatek (odcinek 15)
- 1976: Daleko od szosy (odcinek 6)
- 1978: Odcinek XIII
- 1980: Droga jako żona Karola
- 1981: Najdłuższa wojna nowoczesnej Europy – jako Frankowska (odcinek 6)
- 1981: Spokojne lata – jako sędzina

## Spektakle telewizyjne
- 1970: Pierwszy interesant
- 1972: Szczenię wilkołaka – Zofia
- 1977: Doktor medycyny – Marszałkowa
- 1984: Grzegorz Dyndała – pani de Sontenville